# Завадка (Лімановський повіт)
Завадка (пол. Zawadka) — село в Польщі, у гміні Тимбарк Лімановського повіту Малопольського воєводства.
Населення — 422 особи (2011).
У 1975-1998 роках село належало до Новосондецького воєводства.

## Демографія
Демографічна структура станом на 31 березня 2011 року:
|          | Загалом | Допрацездатний вік | Працездатний вік | Постпрацездатний вік |
| -------- | ------- | ------------------ | ---------------- | -------------------- |
| Чоловіки | 202     | 59                 | 119              | 24                   |
| Жінки    | 220     | 71                 | 104              | 45                   |
| Разом    | 422     | 130                | 223              | 69                   |